# Теси (Ђенова)
Теси је насеље у Италији у округу Ђенова, региону Лигурија.
Према процени из 2011. у насељу је живело 91 становника. Насеље се налази на надморској висини од 272 м.